# High Hopes (canción de Kodaline)
«High Hopes» es una canción del cuarteto de rock alternativo Kodaline fundado en Dublín.La canción fue publicada en formato digital el 15 de marzo de 2013 como el sencillo principal de su álbum debut en un estudio In a Perfect World (2013). La canción alcanzó el número uno en la Lista de sencillos de Irlanda, su exitoso segundo número uno en Irlanda "Give Me a Minute" vino después en 2007, como "21 Demands". Se incluyó del tráiler de una película Love, Rosie.

## Videoclip
El videoclip que acompañó la producción de «High Hope» primero se publicó en Youtube el 23 de enero de 2013 con una duración total de cuatro minutos y diez segundos y fue protagonizado por el actor irlandés Liam Cunningham.
El vídeo comienza con un hombre llenando su coche de gas preparado para morir. Mientras él está sentado dentro del coche, una mujer con un vestido de boda corre colina abajo siendo perseguida presuntamente por el hombre al que acaba de dejar plantado en el altar. Como el hombre suicida lo ve, el sale y deja a la mujer que escape en su coche. El huye con la mujer y el hombre deprimido conduciendo y la novia se alejan con éxito camino de su casa.Ellos se vuelven cercanos y con el tiempo finalmente se enamoran. Durante un paseo, el hombre que ella dejó presuntamente plantado en el altar les localiza y les dispara. Ambos sangran, el hombre se acerca a su amante y sostiene su mano, entonces la pantalla se queda en negro. El hombre se despierta en un hospital y parece que él es el único que ha sobrevivido al tiroteo. Sin embargo, al final del vídeo, el hombre está sentado en el hospital mirando la ventana cuando su amante aparece detrás de él y le abraza.

## Lista de canciones
| Digital download - EP |                                            |          |  |
| N.º                   | Título                                     | Duración |  |
| 1.                    | «High Hopes»                               | 3:51     |  |
| 2.                    | «The Answer»                               | 3:41     |  |
| 3.                    | «All My Friends»                           | 5:26     |  |
| 4.                    | «All I Want» (Everything Everything Remix) | 4:57     |  |

## Participación en las listas
El 21 de marzo de 2013 la canción entró como número uno en la Lista de sencillos de Irlanda .El 24 de marzo de 2013 la canción entró como número 16 en la Lista de sencillos de GB, su primer sencillo en el top 20 inglés.La canción alcanzó también el número 13 en la lista de sencillos de Escocia.

### Listas semanales
| Lista (2013)                                | Top posición |
| ------------------------------------------- | ------------ |
| Australia (Listas musicales de Australia)   | 23           |
| Bélgica (Flandes) (Ultratip Bubbling Under) | 78           |
| Irlanda (IRMA)                              | 1            |
| Países Bajos (Mega Single Top 100)          | 86           |
| Escocia (Scottish Singles Sales Chart)      | 13           |
| Suiza (Schweizer Hitparade)                 | 38           |
| Reino Unido (UK Singles Chart)              | 16           |

## Historia de la publicación
| Región      | Dato                | Formato          | Organismo |
| ----------- | ------------------- | ---------------- | --------- |
| Irlanda     | 15 de marzo de 2013 | Descarga digital | B-Unique  |
| Reino Unido | 15 de marzo de 2013 | Descarga digital | B-Unique  |